# 伊予三島郵便局
伊予三島郵便局（いよみしまゆうびんきょく）は愛媛県四国中央市にある郵便局。民営化前の分類では集配普通郵便局であった。

## 概要
住所：〒799-0499 愛媛県四国中央市三島中央五丁目6-17

## 沿革
- 1881年（明治14年）1月1日 - 三島郵便局（五等）として開設[1]。
- 1885年（明治18年）5月25日 - 貯金取扱を開始。
- 1888年（明治21年）8月1日 - 為替取扱を開始。
- 1897年（明治30年）3月11日 - 三島郵便電信局となる。
- 1903年（明治36年）4月1日 - 通信官署官制の施行に伴い三島郵便局となる。
- 1949年（昭和24年）3月31日 - 特定郵便局から普通郵便局に局種別改定[2]。
- 1949年（昭和24年）5月1日 - 伊予三島郵便局に改称。
- 1956年（昭和31年）6月1日 - 豊岡郵便局[3]から集配業務を移管[4]。
- 1956年（昭和31年）10月1日 - 電話通話および和文電報受付事務の取扱を開始。
- 1960年（昭和35年）8月 - 局舎新築落成。
- 1978年（昭和53年）11月20日 - 伊予三島市中央二丁目から、同市中央五丁目に局舎を新築、移転。
- 1992年（平成4年）8月3日 - 外国通貨の両替および旅行小切手の売買に関する業務取扱を開始。
- 2007年（平成19年）10月1日 - 民営化に伴い、併設された郵便事業伊予三島支店に一部業務を移管。
- 2012年（平成24年）10月1日 - 日本郵便株式会社発足に伴い、郵便事業伊予三島支店を伊予三島郵便局に統合。
- 2019年（平成31年）2月25日 - 富郷郵便局から集配業務を移管。

## 取扱内容
- 郵便、印紙、ゆうパック、内容証明
- 貯金、為替、振替、振込、国際送金、国債、投資信託
- 生命保険、バイク自賠責保険、自動車保険、がん保険、引受条件緩和型医療保険
- ゆうちょ銀行ATM（管轄はゆうちょ銀行松山支店）
- 「799-04xx」「799-06xx」区域（四国中央市（旧伊予三島市域）、新居浜市（旧別子山村域））集配業務
- ゆうゆう窓口

## 周辺
- 四国中央市役所
- 愛媛県立三島高等学校
- 四国中央警察署

## アクセス
- JR予讃線 伊予三島駅から南西へ200m（徒歩約3分）
- せとうちバス 中央5丁目停留所下車
- 松山自動車道 三島川之江ICから西へ約4km
- 国道319号・愛媛県道126号上猿田三島線（三島郵便局前交差点）沿い
- 駐車場あり：19台